# Вда
Вда (пол. Wda) — река в северной части Польши, левый приток Вислы. Длина реки составляет 198 км, площадь водосборного бассейна — 2325 км². Средний расход воды — 6,52 м³/с.

## География
Берёт начало из безымянного озера вблизи села Скворавы, подпитываемого каналом Вды (пол. Kanal Wdy). Течёт по территории Поморского и Куявско-Поморского воеводств через так называемые Кашубские большие воды (озёра Вдзидзе, Радольне, Голунь и Еленье), а также через множество маленьких озёр. Сначала течёт в юго-восточном направлении, около города Чарна-Вода образует меандр и поворачивает на восток. Затем снова меняет направление и течёт на юг. Впадает в Вислу около города Свеце на высоте 21 метр над уровнем моря.
Берега реки преимущественно покрыты лесом. Дно песчаное, но в русле множество валунов. Хотя река течёт по низменности, она отличается большой извитостью. Течёт между высокими, а местами и обрывистыми берегами, кое-где образуя ущелья. По этой причине река очень привлекательна для каноистов и байдарочников.